# Jahmai Simpson-Pusey
Jahmai Simpson-Pusey, född 11 november 2005 i Huddersfield, England, är en engelsk fotbollsspelare som spelar för Manchester City i Premier League. Simpson-Pusey debuterade i Premier League i januari 2024 i en match mot Leeds. Efter matchen överraskade klubben honom genom att gratulera honom för debuten på sociala medier.